# سيباستيان ستراك هيدلوند
سيباستيان ستراك هيدلوند (بالسويدية: Sebastian Starke Hedlund)‏ (5 أبريل 1995 السويد - ) هو لاعب كرة قدم سويدي.

## روابط خارجية
- سيباستيان ستراك هيدلوند على موقع الاتحاد الأوربي (الإنجليزية)
- سيباستيان ستراك هيدلوند على موقع اتحاد السويد (السويدية)
- سيباستيان ستراك هيدلوند على موقع قاعدة بيانات كرة القدم.إي يو (الإنجليزية)
- سيباستيان ستراك هيدلوند على موقع Soccerway.com (الإنجليزية)
- سيباستيان ستراك هيدلوند على موقع عالم كرة القدم.نت (الإنجليزية)
- سيباستيان ستراك هيدلوند على موقع أوليمبيديا (الإنجليزية)
- سيباستيان ستراك هيدلوند على موقع اللجنة الأولمبية السويدية (السويدية)